# Вальдефуентес-дель-Парамо
Вальдефуентес-дель-Парамо (ісп. Valdefuentes del Páramo) — муніципалітет в Іспанії, у складі автономної спільноти Кастилія-і-Леон, у провінції Леон. Населення — 377 осіб (2010).
Муніципалітет розташований на відстані близько 280 км на північний захід від Мадрида, 38 км на південний захід від Леона.
На території муніципалітету розташовані такі населені пункти: (дані про населення за 2010 рік)
- Асарес-дель-Парамо: 94 особи
- Вальдефуентес-дель-Парамо: 283 особи

## Демографія
Динаміка населення (INE ):